# Gratwein-Straßengel
Gratwein-Straßengel é um município da Áustria, situado no distrito de Graz-Umgebung, na estado da Estíria. Tem 86,69 km² de área e sua população em 2019 foi estimada em 12.931 habitantes.